# Шалене Різдво Гарольда і Кумара
«Шалене Різдво Гарольда і Кума́ра» (англ. A Very Harold & Kumar 3D Christmas) — американська комедія режисера Тодда Штрауса-Шульсона, що вийшла 2011 року. У головних ролях Джон Чо, Кел Пенн. Стрічка є продовженням фільму «Гарольд і Кумар: Втеча з Гуантанамо» (2008).
Сценаристами були Джон Гурвіц, Гайден Шлоссберґ, продюсером — Ґреґ Шапіро. Вперше фільм продемонстрували 4 листопада 2011 року у США і Канаді.
В Україні у кінопрокаті фільм не демонструвався. Переклад та озвучення українською мовою зроблено на замовлення телеканалу ICTV.

## Сюжет
Події стрічки відбуваються 6 років після подій у попередній частині. Тепер друзі живуть нарізно: Гарольд Лі став успішним банкіром й одружився з Марією, а Кума́р Патель продовжує жити тим самим життям — курить марихуану, живе у тій самій занедбаній квартирі.
Тесть Гарольда вирішує провести Різдво разом з донькою і зятем іпривозить зі собою ялинку, яку він вирощував 8 років. Проте до Гарольда приїжджає Кума́р з пакетом марихуани.

## У ролях
| Актор             | Персонаж                                    | Роль                                                      |
| ----------------- | ------------------------------------------- | --------------------------------------------------------- |
| Джон Чо           | Гарольд Лі англ. Harold Lee                 | американський інвестиційний банкір корейського походження |
| Кел Пенн          | Кума́р Патель англ. Kumar Patel              | американський студент індійського походження              |
| Ніл Патрік Гарріс | Ніл Патрік Гарріс англ. Neil Patrick Harris | вигадана версія самого себе                               |
| Паула Гарсес      | Марія Перс-Лі англ. Maria Perez-Lee         | дружина Гарольда                                          |
| Денні Трехо       | містер Перес англ. Mr. Perez                | тесть Гарольда                                            |
| Денніл Гарріс     | Ванесса Фаннінґ англ. Vanessa Fanning       | колишня дівчина Ку́мара                                    |
| Еліас Котеас      | Серґєй Кацов англ. Sergei Katsov            | мафіозі                                                   |
| Петтон Освальт    | Ларрі Юстон англ. Larry Juston              | санта-клаус у магазині                                    |
| Девід Крамхолц    | Голдстайн англ. Larry Juston                |                                                           |
| Джордан Хінсон    | Марія англ. Mary                            | незаймана донька Серґєйя Кацова                           |

## Сприйняття

### Критика
Фільм отримав переважно позитивні відгуки: Rotten Tomatoes дав оцінку 69 % на основі 124 відгуків від критиків (середня оцінка 6,1/10) і 59 % від глядачів із середньою оцінкою 3,5/5 (42,449 голосів). Загалом на сайті фільми має змішаний рейтинг, фільму зарахований «стиглий помідор» від кінокритиків, проте «розсипаний попкорн» від глядачів, Internet Movie Database — 6,4/10 (42 794 голоси), Metacritic — 61/100 (29 відгуків критиків) і 6,6/10 від глядачів (123 голоси). Загалом на цьому ресурсі від критиків і від глядачів фільм отримав позитивні відгуки.

### Касові збори
Під час показу у США, що розпочався 4 листопада 2011 року, протягом першого тижня фільм показали у 2,875 кінотеатрах і він зібрав 12,954,142 $, що на той час дозволило йому зайняти 3 місце серед усіх прем'єр. Показ фільму протривав 70 днів (10 тижнів) і завершився 12 січня 2012 року. За цей час фільм зібрав у прокаті у США 35,061,031  доларів США, а у решті світу 326,181 $, тобто загалом 35,387,212 $ при бюджеті 19 млн $ (за іншими даними 20 млн $).

### Виноски
1. 1 2 3  A Very Harold & Kumar 3D Christmas: Release Info (англ.). Internet Movie Database. Архів оригіналу за 18 серпня 2013. Процитовано 13 січня 2014.
2. 1 2 3  A Very Harold & Kumar 3D Christmas (англ.). The Numbers. Архів оригіналу за 3 лютого 2015. Процитовано 13 січня 2014.
3. 1 2 3  A Very Harold & Kumar 3D Christmas (англ.). Box Office Mojo. Архів оригіналу за 3 листопада 2013. Процитовано 13 січня 2014.
4. 1 2  A Very Harold & Kumar 3D Christmas (англ.). Internet Movie Database. Архів оригіналу за 16 січня 2014. Процитовано 13 січня 2014.
5. ↑  A Very Harold & Kumar Christmas (англ.). AllMovie. Архів оригіналу за 2 лютого 2014. Процитовано 13 січня 2014.
6. ↑  A Very Harold & Kumar 3D Christmas: Full Cast & Crew (англ.). Internet Movie Database. Архів оригіналу за 16 квітня 2016. Процитовано 13 січня 2014.
7. ↑  Убойное Рождество Гарольда и Кумара. Премьеры (рос.). КиноПоиск. Архів оригіналу за 14 січня 2014. Процитовано 13 січня 2014.
8. ↑  A Very Harold & Kumar Christmas (англ.). Rotten Tomatoes. Архів оригіналу за 23 лютого 2021. Процитовано 13 січня 2014.
9. ↑  A Very Harold & Kumar Christmas (англ.). Metacritic. Архів оригіналу за 19 жовтня 2020. Процитовано 13 січня 2014.